# Парсонс, Мона Луиза
Мона Луиза Парсонс (англ. Mona Louise Parsons; 1901—1976) — канадская актриса, участница движения Сопротивления в годы Второй мировой войны. Стала единственной канадской гражданкой, находившейся в немецком плену.

## Биография
Родилась 17 ноября 1901 года в Миддлтоне, графство Аннаполис, Новая Шотландия, Канада, в семье военного.
После окончания женских курсов Acadia Ladies' Seminary в Вулфвилле, Новая Шотландия, с сертификатом в красноречии, Мона Луиза поступила в бостонский колледж Currie School of Expression (ныне Curry College). Вернувшись в Волфвилл, она поступила в университет Акадия, после окончания которого короткое время преподавала ораторское искусство в колледже Conway Central College города Конуэй, штат Арканзас. Затем она переехала в Нью-Йорк, где в 1929 году обучалась актерскому мастерству и стала одной из девушек Зигфелда, принимала участие как танцовщица в его шоу «Безумства Зигфелда».
Позже Парсонс училась в  Jersey School of Medicine, которую окончила с отличием (cum laude) в 1935 году, став медсестрой. Работала отоларингологом в Новой Шотландии. В феврале 1937 году брат Моны Луизы познакомил её с голландским миллионером Виллемом Леонхардтом (англ. Willem Leonhardt), за которого она вышла замуж 1 сентября 1937 года в Ларене, Нидерланды, где они продолжили жить.

### Вторая мировая война
Во время оккупации Нидерландов нацистами, в мае 1940 года, Парсонс примкнула к Движению сопротивления. Подобно голландке Корри тен Бом, спасшей во время Второй мировой войны много евреев, Мона Луиза укрывала в своём доме рядом с Лареном сбитых союзных лётчиков. В доме был устроен специальный тайник на случай обыска, из него пилоты на рыбацких лодках доставлялись в Лейден, откуда на британских подводных лодках возвращались в Англию. В сентябре 1941 года бортинженер Уильям Муар и штурман Ричард Пэйп были в Лейдене схвачены гестапо.
Парсонс была арестована гестапо в своем доме 29 сентября 1941 года и помещена в тюрьму. На суде, состоявшемся 22 декабря 1941 года, она была признана виновной в государственной измене и приговорена к смертной казни через расстрел; приговор был заменен пожизненными каторжными работами. 6 марта 1942 года была перевезена в тюрьму Анрат (Anrath) в Германии, затем переведена в город Реда-Виденбрюк, где работала на военных заводах. Здесь Мона Луиза заболела бронхитом, находилась в лазарете, где вязала носки для немецких солдат. 6 февраля 1945 года заключенных из Реда-Виденбрюка перевели в тюрьму города Фехта. 24 марта 1945 года во время бомбёжки союзных войск Парсонс сбежала из заключения с голландской баронессой Wendelien van Boetzelaer. В течение трёх недель они, переживая трудности и используя актёрские навыки Парсонс, преодолели 125 км по Германии и расстались у города Реде на немецко-голландской границе. Мона Луиза перешла границу и очутилась в голландском городе Влагтведде, где рассказала местному фермеру о себе. Фермер проводил её в пехотный полк канадской армии The North Nova Scotia Highlanders.

### После войны
После войны Парсонс воссоединилась со своим мужем, который не оправился от последствий войны и умер в 1956 году. После его похорон Мона Луиза узнала о существовании у Леонхардта сына, родившегося от другой женщины, которому перешла бо́льшая часть наследства. После неудачной судебной тяжбы она вернулась в декабре 1957 года в Канаду. Здесь она встретила своего друга детства — генерал-майора Гарри Фостера,  они поженились в 1959 году и жили в местечке Lobster Point рядом с городом Честер в Новой Шотландии. После смерти Фостера в 1964 году Парсонс вернулась в 1970 году в Вулфвилл, Новая Шотландия, где жила до конца жизни.
Умерла 28 ноября 1976 года в Вулфвилле, графство Кингс, Новая Шотландия, Канада, и была похоронена в семейном захоронении на городском кладбище Willowbank Cemetery.